# Storm Peak
Der Storm Peak (englisch für Sturmspitze) ist ein 3280 m hoher Berg mit abgeflachtem Gipfel in der antarktischen Ross Dependency. In der Königin-Alexandra-Kette des Transantarktischen Gebirges ragt er 5,5 km nordnordöstlich des Blizzard Peak in den Marshall Mountains auf.
Die Mannschaft einer von 1961 bis 1962 dauernden Kampagne im Rahmen der New Zealand Geological Survey Antarctic Expedition benannte ihn nach den Wetterbedingungen, auf die sie im Gebiet dieses Berges traf.